# 笠井信輔
笠井 信輔（かさい しんすけ、1963年（昭和38年）4月12日 - ）は、日本のフリーアナウンサー。元フジテレビエグゼクティブアナウンサー。 オールラウンド所属。

## 来歴
同じ人形劇団「太郎座」の座員から市役所勤めの公務員となった人物を父に、主婦となった女性を母に、東京都世田谷区で誕生。
祖父は劇作家・脚本家の阿木翁助。
母方の伯父に東宝の演劇プロデューサーがいる。
信輔誕生の1年後(1964年)および6年後(1969年)に2人の弟が誕生し、男3人兄弟の長男となる。
町田市の公団住宅で17年間家族と暮らす。
町田市立本町田東小学校(児童会長）、町田市立薬師中学校(生徒会副会長、生徒会長）、東京都立狛江高等学校（同校では放送委員となり、文化祭のクイズ大会で司会を担当）、1浪をし早稲田大学商学部入学。
大学時代は放送研究会とスキークラブの両方に所属、大学時代にアナウンス学校に通う。
3年生の時にTBS『ぴったし カン・カン』でアルバイトスタッフとして働いていた。
就活時に、TBSでは男性の募集がなかった為、フジテレビ・日本テレビ・テレビ朝日に応募したが、日テレとテレ朝は不合格で、フジテレビは合格。
職務経歴
1987年、フジテレビにアナウンサーとして入社。毎年7月に放送されている『FNS27時間テレビ』の「提供読み」を、記念すべき第1期生として、同期の塩原恒夫と共に務めた。
1988年4月4日からは、午後の情報番組『タイム3』で須田哲夫等と共に総合司会を担当。1994年9月30日の『タイムアングル』終了迄6年半出演した。
1997年3月31日から、夕方の報道番組『FNNニュース555 ザ・ヒューマン』メインキャスターを笹栗実根（報道局記者）と担当。
1998年3月30日からは、午前の情報番組『ナイスデイ』で榊原るみと共に総合司会として出演した。
1999年から2019年9月迄『ナイスデイ』の後番組『情報プレゼンター とくダネ!』のサブ司会兼メインアシスタント・ニュースデスクを歴任し、2007年7月から2019年9月までアナウンス室専任部長(情報担当部長)を務めた。
又、フジテレビのホームページおよび携帯サイト内の「アナウンスマガジン」の編集長でもあった。東日本大震災の際には民放関係者として最初に被災地入りし、生レポートを行った。
後に当時の様子、またあまりの惨状にPTSDを患った事等をルポルタージュにまとめた。
『とくダネ!』の中の1コーナー「とくダネ!TIMES」(のち「得もり」)を担当していた。
「得もり」となってからはスタジオ登場の前に副調整室で最初の話題を出す。
季節を問わず常にベストを着用。
後輩の伊藤利尋がサブ司会に就任する迄、総合司会の小倉智昭の休暇時は代理総合司会をしていた。
2015年9月16日、声帯ポリープの除去の為、一時休養と発表される。
9月28日放送の『とくダネ!』で復帰。
2019年7月30日、同年9月30日付けでフジテレビを退職しフリーアナウンサーに転身する、と伝えられた。
同年9月30日を以てフジテレビを退職。
同年10月1日より芸能事務所オールラウンド(『とくダネ!』で総合司会を務める小倉智昭等がいる)に所属し、フリーアナウンサーとしての活動を開始。
2019年12月18日、悪性リンパ腫に罹患している事を所属事務所を通じて公表。
19日、『とくダネ!』の生放送に出演し、病名が「びまん性大細胞型B細胞リンパ腫」である事や、公表に至った心情等について語った。
21日、ブログを開設。
病状や闘病生活について綴った。
その後は活動を休止しブログで闘病について綴っていたが、治療は順調に進み、2020年5月1日に退院。
自宅療養に入りながらも、15日に退院後初めての仕事として文化放送のラジオ番組『くにまるジャパン 極』に出演し、活動を再開した。
2020年6月5日、主治医から悪性リンパ腫が完全寛解したと伝えられた事をブログで報告。
2020年7月31日、白血球の数値が安定した為普通に働いて良い事を主治医から告げられたとブログで報告し、活動を本格的に再開。
2020年10月頃から放送されているアフラックのCMに出演。
CMの内容は、コロナ禍の中、同CMキャラクターを務める櫻井翔とリモートで対談を行い、自身のがん闘病体験を語り、がん保険が役立つ事を視聴者に訴求する、というもの。
2025年8月10日、映画倫理機構（映倫）の理事に就任したことを公表した。

## 人物・パーソナルデータ
趣味・特技はスキー（1級）、カラオケ、（映画、ビデオ、宝塚歌劇）鑑賞、パソコン通信。ミステリー小説を愛読し，推理作家・折原一のファンであるとのこと。さらには自称オタクを公言し、宝塚歌劇団や最新ハリウッド映画、また、かつての同僚ならびに上司でもあり、現在はフリーアナウンサー・鉄道文化人に転身した堺正幸や、のちに共演を果たした福澤朗と同様に鉄道に詳しく、親子2代で鉄道が好きで、もしアナウンサーになっていなかったら車掌になりたかったと語るほどの鉄道ファンでもある。あるいは映画会社の宣伝士になりたかったとも発言している。そのため同期の塩原と同様、映画鑑賞をたくさんしている。映画に関しては、新作のハリウッド映画だけで年間130本以上を鑑賞する、といい、仕事でもフジテレビクラブ会員限定イベント「笠井信輔のシネマン坊トークショー」（年2回程度開催）の司会を務めるほか、「お台場冒険王」内のイベント「The Movie King お台場映画王2005」ではゼネラルプロデューサーに就任した。軽部と同じく名実ともにフジテレビのナンバーワンシネフィル（映画狂）を自称しており、軽部とともにフジテレビが東宝とともに経営するCSチャンネル「日本映画専門チャンネル」に出演している。『ゴジラ2000 ミレニアム』『ゴジラ・モスラ・キングギドラ 大怪獣総攻撃』『UDON』では本人役で登場し、シネフィルならではの芝居を披露している。
- Instagramは日本の全男性アナウンサーの中でフォロワーが最も多い[24]。

フジテレビの先輩の軽部真一と公私ともに仲が良く、「男おばさん」とのコンビを組んでいる/いた。
立憲民主党の柳沢剛（元仙台放送）とも仲が良く、学生時代からの親友である。
フジテレビアナウンサー時代は毎朝3時半に出社していた。
学生時代を過ごした町田市を本拠地としているサッカーチーム・FC町田ゼルビアのファンであり、J2リーグ所属時から応援している。
家族
妻は元テレビ東京アナウンサーの茅原ますみ。3人の息子。漫画『鉄子の旅』（小学館）では息子のユウくん、はるボンとともに出演している（単行本第3巻に収録）。
身体データ（個人情報）
身長は170cm、体重は（かつて健康時に）62kg（だった）。血液型はA型（Rhマイナス）。

## 出演

### テレビ番組
フジテレビアナウンサー時代
バラエティ番組・その他
- CS男おばさんL
- CSローカルサンデー
- 笑っていいとも!（入社初期、時期不明） - 「テレフォンショッキング」テレフォンアナ
- ビデオの王様（1990年4月 - 9月）
- ビデオの女王様シリーズ（1990年10月 - 1992年3月）
- ネプリーグ (2005年2月15日-)
- 銀幕会議2（2006年5月 - 2008年3月） - 顧問
- 男おばさん（不明 - 2008年3月）
- 男おばさん特盛（不明 - 2008年3月）
- 子育てれび
- 男おばさん 燃えろ!デジタル部（2008年4月6日 - 2010年9月5日） - 副部長
- 男おばさん+（ブラス）（フジテレビONE・TWO）
- アナマガ増刊号
- Cafe du Cinema（石川テレビ、不定期出演）
- 男おばさん ワンツーネクスト
- CS日本映画レトロスペクティブ

報道・情報・ワイドショー番組
| 期間           | 期間          | 番組名                        | 役職                                | 担当日 |
| -------------- | ------------- | ----------------------------- | ----------------------------------- | ------ |
| 1987年10月3日  | 1988年3月27日 | FNNスーパータイム             | スポーツキャスター                  | 休日   |
| 1988年4月4日   | 1993年9月30日 | タイム3                       | 司会                                | 平日   |
| 1990年4月12日  | 1990年9月     | 今夜は好奇心!                 | 司会                                | 木曜日 |
| 1990年10月     | 1994年9月12日 | 今夜は好奇心!                 | 司会                                | 月曜日 |
| 1993年10月1日  | 1994年9月30日 | タイムアングル                | 司会                                | 平日   |
| 1994年10月3日  | 1995年3月31日 | となりのパパイヤ              | コーナー進行役                      | 平日   |
| 1995年4月3日   | 1997年3月28日 | めざましテレビ                | コーナーレポーター                  | 平日   |
| 1995年4月3日   | 1995年9月29日 | 3時ヨこい!                    | コーナーキャスター                  | 平日   |
| 1996年4月6日   | 1996年9月28日 | THE WEEK                      | 司会                                | 土曜日 |
| 1997年3月31日  | 1998年3月27日 | FNNニュース555 ザ・ヒューマン | キャスター                          | 平日   |
| 1998年3月30日  | 1999年3月31日 | ナイスデイ                    | 司会                                | 平日   |
| 1999年4月1日   | 2019年9月27日 | 情報プレゼンター とくダネ!    | 司会兼ニュースデスク→ニュースデスク | 平日   |
| 2003年2月4日   | 2003年9月23日 | とくダネ!発 GO-ガイ!          | 司会                                | 火曜日 |
| 2003年10月17日 | 2004年2月27日 | とくダネ!発 GO-ガイ!          | 司会                                | 金曜日 |
| 2018年4月6日   | 2019年9月27日 | バイキング                    | コーナー進行役(13時台)              | 金曜日 |

#### テレビドラマ
- ちびまる子ちゃん スペシャルドラマ版（2006年・2013年） - 戸川先生 役
- まるまるちびまる子ちゃん（2007年 - 2008年）
- スミレ刑事の花咲く事件簿 epsode 0（2011年3月27日、フジテレビTWO） - 警官 役
- CHANGE（2008年） - かどくら衆議院議員役
- 長生き競争!（2008年、東海テレビ制作）

#### テレビアニメ
- ひそねとまそたん（2018年）- アナウンサー 役
- ちびまる子ちゃん（2018年9月2日） - エンディングテーマ後のさくらももこへのスタッフ一同の追悼コメント読み[27]

#### フリー以降
報道・情報番組
| 期間                                   | 期間                                   | 番組名                                   | 役職                     |
| -------------------------------------- | -------------------------------------- | ---------------------------------------- | ------------------------ |
| 2019年12月20日・2021年3月24日・3月26日 | 2019年12月20日・2021年3月24日・3月26日 | 情報プレゼンター とくダネ!（フジテレビ） | ゲスト出演               |
| 2020年9月28日                          | 2022年4月1日                           | バイキングMORE（フジテレビ）             | ゲストコメンテーター     |
| 2021年4月                              | 現在                                   | ひるおび!（TBSテレビ）                   | 金曜日コメンテーター     |
| 2021年4月4日                           | 現在                                   | そこまで言って委員会NP（読売テレビ）     | パネリストでの不定期出演 |
| 2024年4月2日                           | 現在                                   | ニュースONE（東海テレビ）                | 隔週火曜日コメンテーター |
| 2024年10月                             | 現在                                   | おはリナ!（TOKYO MX）                    | 月曜日コメンテーター     |

その他
- 土曜スペシャル 鉄道沿線ひたすら歩き旅6 福島・磐越西線 郡山～会津（テレビ東京、2019年12月7日）
- 徹子の部屋（テレビ朝日、2019年12月20日）[28]
- Changeの瞬間 〜がんサバイバーストーリー〜（2021年1月31日 - 2月7日、朝日放送ラジオ）[29][30]
- 東日本大震災から10年 あの日、僕は... (とちぎテレビ、2021年3月10日)

### 映画
- ガメラ3 邪神覚醒（1999年） - 渋谷で逃げ惑う人 役
- ゴジラシリーズ
  - ゴジラ2000 ミレニアム（1999年） - 円盤襲来現場リポーター 役[1]
  - ゴジラ×メガギラス G消滅作戦（2000年） - お台場の避難民 役[1]
  - ゴジラ・モスラ・キングギドラ 大怪獣総攻撃（2001年） - ニュース速報アナウンサー 役[1]
  - ゴジラ×メカゴジラ（2002年） - 八景島シーパラダイスの避難民 役[1]
  - ゴジラ-1.0（2023年11月3日） - 爆風を浴びる男、ラジオのアナウンサー 役 (二役)[31][32]
- ONE PIECE（2000年） - ダニー 役
- 交渉人 真下正義（2005年） - 本人役（男おばさんとして）
- UDON（2006年）- 本人役
- ゲゲゲの鬼太郎（2007年） - 男おばさん 役
- 少林少女（2008年）
- 踊る大捜査線 THE FINAL 新たなる希望（2012年） - ニュースキャスター 役
- 万引き家族（2018年） - ニュースキャスター 役
- キネマの神様（2021年）
- 春の香り（2025年）[33]

### 配信映画
- 新幹線大爆破（2025年4月23日、Netflix） - ワイドショーのキャスター 役

### 吹き替え
- 101匹わんちゃんII パッチのはじめての冒険（2002年） - ラース　役
- モンスター・ヴァース
  - ゴジラvsコング（2021年） - ギラーミン（ランス・レディック） 役[34]
  - ゴジラxコング 新たなる帝国（2024年） - TVキャスター 役[35]

### 舞台
- リア王2024（2024年8月29日 - 9月2日、三越劇場）[36]

### CM
- アフラック生命保険 生きるためのがん保険Days1 ALL-in「櫻井さんの取材ノート 笠井さん がんになった時の不安」篇 / 「櫻井さんの取材ノート 笠井さん がん治療の選択肢」篇（2020年10月5日 - ）[37][38]

### 漫画
- 鉄子の旅
  - 第3巻 第21旅 親子で楽しむ伊豆の旅 - 本人が息子2人（ユウくん、はるボン）とともに出演
  - 第4巻 第32旅 横見浩彦・日本全駅下車達成!! - 本人が『とくダネ!』の取材で出演
  - 第5巻 第38旅 レッドアローでの攻防
  - 第5巻 第39旅 絵日記で綴る秩父鉄道の旅 - 本人は名前が出るのみだが（実際は同行）、家族4人（妻ますみ、ユウくん、はるボン、すずくん）と、ユウくんの友人で鉄の師匠でもあるコウちゃんが出演

## 著書
- 『僕はしゃべるために被災地（ここ）へ来た』産経新聞出版、2011年11月。ISBN 978-4819111447。
- 『増補版　僕はしゃべるために被災地（ここ）へ来た』新潮社、2016年3月。ISBN 978-4101202914。
- 『生きる力　―引き算の縁と足し算の縁―』KADOKAWA、2020年11月。ISBN 978-4041099995。